# Preorden total

En Teoría del Orden, una relación binaria R se llama preorden total sobre un conjunto X si con las siguientes propiedades:
- (Total)

{\displaystyle \forall x,y\in X:\quad xRy\;\lor \;yRx}
- (Transitiva)

{\displaystyle \forall x,y,z\in X:\quad xRy\;\land \;yRz\quad \Rightarrow \quad xRz}

## Ejemplo
En Teoría de Elección Social podemos decir el orden de preferencias es un preorden total. Supongamos que tenemos cuatro candidatos a, b, c y d. Puede ocurrir que:
- a sea más preferido que b {\displaystyle (a\lesssim b)}
- a sea más preferido que c {\displaystyle (a\lesssim c)}
- b más preferido que d {\displaystyle (b\lesssim d)}
- c más preferido que d {\displaystyle (c\lesssim d)}
- b es incomparable con c {\displaystyle (b\lesssim c\lor c\lesssim b)}

Es fácil verificar que {\displaystyle \lesssim } es un preorden total.
- Datos: Q1414271